# Инцидент в районе острова Ёнпхёндо
Обстрел острова Ёнпхёндо артиллерией КНДР — инцидент, произошедший 23 ноября 2010 года в Жёлтом море, когда северокорейская артиллерия открыла огонь по южнокорейскому острову Ёнпхёндо (кор. 연평도). В результате артобстрела были убиты двое морских пехотинцев, и двое гражданских лиц, ранения получили более десятка морпехов и несколько местных жителей. Обстрел также нанес значительный материальный ущерб на острове. От ответного огня, по словам представителей КНДР, погиб один военный КНДР и двое были ранены. По данным Республики Корея, погибли не менее 5 — 10 военнослужащих армии КНДР и не менее 30 получили ранения. Инцидент вызвал ухудшения мирной обстановки на Корейском полуострове и привёл к массовой критике КНДР мировым сообществом. Это первая артиллерийская перестрелка между сторонами с 1970 года и рассматривается как серьёзная провокация конфликта.

## Предшествующие события
После подписания перемирия между ООН и Северной Кореей в 1953 году была создана т.н. северная разграничительная линия в составе демилитаризованной зоны между двумя Кореями, линия прохождения которой, однако, не устраивала Северную Корею, которая требовала отодвинуть её на юг, через промысловые земли и некоторые острова, включая Ёнпхёндо. КНДР не раз подкрепляла свои претензии военными действиями в 1999, 2002 и 2009 годах против Южной Кореи и подрывом корвета Чхонан 26 марта 2010 года. Жертвами этих действий в Южной Корее стало суммарно до 99 человек.
За день до инцидента Южная Корея заявила о том, что рассматривает вопрос о размещении американского тактического ядерного оружия на своей территории в ответ на ядерную программу КНДР

## Артиллерийская перестрелка
Утром 23 ноября южнокорейские войска проводили военные учения на восточном побережье Жёлтого моря, недалеко к югу от границы с КНДР. Представители Северной Кореи предварительно уведомили южнокорейцев о недопустимости подобных манёвров. В 14:34 по местному времени артиллерийские части КНДР сделали 200 выстрелов по острову Ёнпхёндо, убив двоих и ранив более десятка южнокорейских морских пехотинцев. Также погибли двое гражданских лиц. Гражданские и военные объекты, попавшие в зону поражения, охватил сильный пожар. В ответ армия Южной Кореи произвела 80 залпов по двум набережным артиллерийским базам на территории КНДР из 155 мм гаубиц K9 Thunder. Через несколько часов перестрелка прекратилась. Военные эвакуировали население в бункеры или за пределы острова, а также перевели на военную базу острова несколько истребителей F-16.

## Причины атаки
Мнения экспертов о причине обстрела разделились. Одни считают, что это произошло из-за недавней смены власти в КНДР. Другие полагают, что это ответ на состоявшийся саммит G20, который ещё больше повысил международный статус Южной Кореи. Не без внимания остаётся тот факт, что когда стало известно о новом современном предприятии КНДР по обогащению урана, Южная Корея подняла вопрос о повторном развёртывании американского ядерного оружия на их территории, что явно вызвало недовольство в Северной Корее. Также существует версия, что атака связана с продовольствием, поставляемым в КНДР из Южной Кореи до обстрела. Северная Корея в свою очередь заявила, что во время утренних учений 23 ноября южнокорейским «марионеточным флотом» была обстреляна их территория. Однако позже заместитель министра обороны Южной Кореи сообщил, что хоть учебные выстрелы и были произведены возле границ, но ни в коем случаи не нарушали её.

## Хроника событий
- 08:23 Север посылает сообщение с требованием отменить учения
- 10:00 Юг начинает регулярные артиллерийские учения. Часть снарядов, согласно заявлениям Северокорейской стороны, перелетают через границу и падают на Северокорейской территории.
- 14:34 — 14:55 Север обстреливает Ёнпхёндо с двух артиллерийских баз, 60 снарядов из 150 достигают острова
- 14:38 Юг проводит экстренные боевые полёты с двумя самолётами F-16
- 14:40 Юг поднимает в воздух 4 самолёта F-15
- 14:46 Очередной боевой вылет с двумя другими F-16
- 14:47 Юг даёт первый ответный огонь гаубиц (50 снарядов)
- 14:50 Юг переходит на максимальный уровень боевой готовности
- 15:12 Север даёт повторный залп из 20 снарядов — все достигают острова
- 15:25 Юг даёт второй ответный огонь из 30 снарядов
- 15:30 Юг отправляет послание КНДР с требованием остановить огонь
- 15:40 — 16:00 Экстренная видеоконференция генерала Хан Мин Гу и командира американской армии Южной Кореи Уолтера Шарпа
- 15:41 Север, совершив ещё 30 выстрелов, прекращает обстрел
- 16:30 Первое сообщение о жертвах
- 16:35 — 21:50 Совещание министерств иностранных дел и национальной безопасности Южной Кореи
- 18:40 Пресс-конференция генерала Ли Хон Ги

## Международная реакция
Реакция некоторых стран на произошедшее:
- Австралия: Премьер-министр Джулия Гиллард осудила нападение и выразила озабоченность по поводу северокорейской военной провокации. Также Австралия выразила полную поддержку Южной Корее[10].
- Великобритания: МИД осудил атаку, призвав КНДР «воздержаться от подобных нападений и придерживаться соглашения о перемирии на Корейском полуострове»[11].
- Израиль: Министр иностранных дел Авигдор Либерман заявил, что инцидент был доказательством того, что мир «должен остановить безумный режим» в Северной Корее[12].
- Канада: Премьер-министр Стивен Харпер осудил нападение и призвал Северную Корею воздержаться от «дальнейших безрассудных и враждебных действий» и соблюдать перемирие в Корее, и сообщил о «твёрдой поддержке» Канадой Южной Кореи. Канада после инцидента снизила до минимума дипломатические и иные контакты с КНДР.[13][14][15][16]
- Китайская Народная Республика: Министерство иностранных дел заявило, что китайское правительство настоятельно призывает обе стороны «сделать всё возможное для сохранения мира и стабильности на Корейском полуострове», но действия КНДР они осуждать не стали[17].
- Россия: Глава МИДа Сергей Лавров заявил, что эскалация конфликта на Корейском полуострове представляет «колоссальную опасность», и призвал к прекращению боевых действий между Северной и Южной Кореей[18], высказав также мнение, что «то, что произошло, заслуживает осуждения».[19].
- Соединённые Штаты Америки: Белый дом призвал Северную Корею воздерживаться от боевых действий и заявил о своей полной политической и военной поддержке Южной Кореи.[20]
- Филиппины: Президент Филиппин Бенигно Акино III в среду призвал к трезвости и прекращению военных действий на Корейском полуострове. Акино также сказал, что филиппинское правительство стремится обеспечить безопасность филиппинцев, проживающих в Корее. Филиппины готовы оказать Южной Корее военную поддержку в случае необходимости[21].
- Япония: премьер Кан отдал распоряжение правительству собирать информацию об инциденте и подготовиться к возможным неожиданностям[19].

## Последствия
В результате обстрела острова было убито двое военных, тяжело ранены шестеро и десять получили незначительные ранения. Также было убито двое гражданских (строительные рабочие) и ранено трое. В зоне поражения начались пожары.
Ли Хон Ги заявил на пресс-конференции о том, что КНДР могла понести значительные жертвы после артобстрела. По полученным впоследствии данным южнокорейское агентство Ёнхап сообщило со ссылкой на спутниковые снимки, что на территории КНДР ответным огнём южнокорейской артиллерии были уничтожены армейские казармы и погибло не менее 5 — 10 солдат, не менее 30 были ранены. Государственное радио и телевидение КНДР заявило об одном погибшем, и пяти легко раненных солдатах.
Атака повлияла на финансовый рынок, некоторые азиатские валюты ослабли по отношению к доллару и евро, упали фондовые рынки Азии. Банк Кореи созвал экстренное совещание для оценки воздействия боевых действий на рынок. «Тема перестрелки между КНДР и Южной Кореей сейчас превалирует на рынках, — заявил агентству Bloomberg глава отдела исследований финансовых рынков Rabobank Groep NV Эдриан Фостер. — Это негативно отражается на иене и на азиатском регионе в целом, однако позитивно сказывается на долларе».
По состоянию на 11:18 мск вторника евро снизился до 1,3557 доллара за евро против 1,3624 доллара за евро в предыдущую торговую сессию. Доллар вырос в цене по отношению к йене до 83,63 иены за доллар против 83,28 иены за доллар днём ранее. Курс доллара к корзине шести валют стран - основных торговых партнёров США увеличился на 0,39%, до 78,99 пункта.
Южная Корея запретила въезд своим гражданам в КНДР и приступила к эвакуации своих граждан из КНДР. Также власти Южной Кореи пошли на беспрецедентный шаг — отмену поставок продовольствия пострадавшим от наводнения августа 2010 года в КНДР.
Северокорейская сторона обещает продолжить обстрел, если посчитает свои морские границы нарушенными и возлагает ответственность на новый виток эскалации напряжённости на Соединённые Штаты.
Президент Южной Кореи Ли Мён Бак поручил военным атаковать ракетные базы КНДР близ артиллерийских баз в случае повторного обострения ситуации.
Спустя некоторое время после инцидента Южная Корея также приняла решение усилить войска на границе и изменила стратегию реагирования на угрозы со стороны КНДР. Если ранее она была направлена на предотвращение конфликта любыми средствами, то теперь ЮК будет действовать в зависимости от принадлежности объекта нападения — военного или гражданского. Также увеличен военный бюджет Южной Кореи, «чтобы справиться с асимметричными угрозами со стороны Северной Кореи».
Южная Корея не стала отменять очередные совместные учения с США, которые прошли 28 ноября с участием американского авианосца George Washington, прибывшего из Японии после атаки..
Президент США Барак Обама планирует связаться с председателем КНР с просьбой оказать соответствующее давление на КНДР, поскольку именно от Китая Северная Корея зависит в большей степени . Давление на КНР также оказывает и Австралия.
27 ноября в Сеуле прошла акция, требующая власти жёстче наказать Северную Корею, в ней приняли участие тысячи человек.